# Ellen Hansell
Pour les articles homonymes, voir Hansell.
Ellen Forde Hansell épouse Allerdice (née le 18 septembre 1869 à Philadelphie – décédée le 11 mai 1937 à Pittsburgh) est une joueuse de tennis américaine de la fin du XIXe siècle.
C'est elle qui, en 1887, a remporté la première édition de l'US Women's National Championship en simple dames, atteignant encore la finale l'année suivante – mais cette fois battue par Bertha Townsend.
Elle est membre du International Tennis Hall of Fame depuis 1965.

## Palmarès (partiel)

### Titre en simple dames
| No | Date       | Nom et lieu du tournoi                  | Catégorie | Surface      | Finaliste    | Score    |          |
| -- | ---------- | --------------------------------------- | --------- | ------------ | ------------ | -------- | -------- |
| 1  | 27/09/1887 | US National Championships, Philadelphie | G. Chelem | Gazon (ext.) | Laura Knight | 6-1, 6-0 | Parcours |

### Finale en simple dames
| No | Date       | Nom et lieu du tournoi                  | Catégorie | Surface      | Vainqueure      | Score    |          |
| -- | ---------- | --------------------------------------- | --------- | ------------ | --------------- | -------- | -------- |
| 1  | 11/06/1888 | US National Championships, Philadelphie | G. Chelem | Gazon (ext.) | Bertha Townsend | 6-3, 6-5 | Parcours |

## Parcours en Grand Chelem (partiel)
Si l’expression « Grand Chelem » désigne classiquement les quatre tournois les plus importants de l’histoire du tennis, elle n'est utilisée pour la première fois qu'en 1933, et n'acquiert la plénitude de son sens que peu à peu à partir des années 1950.

### En simple dames
| Année | - | - | - | - | Wimbledon | Wimbledon | US National   | US National     |
| 1887  | - | - | - | - | -         | -         | Victoire      | Laura Knight    |
| 1888  | - | - | - | - | -         | -         | Ch. R. finale | Bertha Townsend |

À droite du résultat, l’ultime adversaire.